# The Princess Diaries 2: Royal Engagement
The Princess Diaries 2: Royal Engagement is een komische familiefilm uit 2004 onder regie van Garry Marshall. Het is het vervolg op de boekverfilming The Princess Diaries (naar de gelijknamige serie van Meg Cabot), waarin hoofdzakelijk dezelfde acteurs de hoofdrollen speelden.

## Verhaal
Prinses Mia Thermopolis (Anne Hathaway) verblijft samen met haar vriendin Lilly Moscovitz (Heather Matarazzo) bij haar grootmoeder Clarisse Renaldi (Julie Andrews) in Genovia. Terwijl ze daar is, gaat ze verder met haar 'prinsessenlessen'. Tot haar schrik blijkt dat ze moet trouwen omdat ze anders de troon van Genovia niet mag bestijgen en de rechten op de troon dan overgaan naar een verre neef. Het vinden van een echtgenoot blijkt niet makkelijk. Wanneer Thermopolis denkt toch de man van haar dromen gevonden te hebben, blijkt hij niet de juiste keuze te zijn en wordt het plan aangepast.

## Rolverdeling
| Anne Hathaway:     | Mia Thermopolis           |
| Julie Andrews:     | Koningin Clarisse Renaldi |
| Héctor Elizondo:   | Joe (Joseph)              |
| John Rhys-Davies:  | Viscount Mabrey           |
| Heather Matarazzo: | Lilly Moscovitz           |
| Chris Pine:        | Nicholas Devereaux        |
| Sandra Taylor:     | Suki Sanchez              |

## Trivia
- De rol van de vrouw die het koor leidt, wordt vertolkt door Kate McCauley Hathaway, de moeder van hoofdrolspeelster Anne Hathaway.
- Het meisje dat Dancing Princess Hannah speelt tijdens het logeerpartijtje is Hannah Schneider, kleindochter van hoofdrolspeelster Julie Andrews.